# Homerville
Ne pas confondre avec la ville située dans le même État, Homer (Géorgie)
La ville américaine de Homerville est le siège du comté de Clinch, dans l’État de Géorgie. Lors du recensement de 2000, sa population s’élevait à 2 803 habitants.

## Démographie
| 1880 | 1900 | 1910 | 1920 | 1930  | 1940  |
| ---- | ---- | ---- | ---- | ----- | ----- |
| 201  | 434  | 437  | 627  | 1 150 | 1 522 |

| 1950  | 1960  | 1970  | 1980  | 1990  | 2000  |
| ----- | ----- | ----- | ----- | ----- | ----- |
| 1 787 | 2 634 | 3 025 | 3 112 | 2 560 | 2 803 |

| 2010  | 2020  | - | - | - | - |
| ----- | ----- | - | - | - | - |
| 2 456 | 2 344 | - | - | - | - |

## Source
- (en) Cet article est partiellement ou en totalité issu de l’article de Wikipédia en anglais intitulé « Homerville, Georgia » (voir la liste des auteurs).